# كارلوس ريفيرو (موسيقي)
كارلوس ريفيرو (بالإسبانية: Carlos Rivero)‏ هو موسيقي أرجنتيني، ولد في 29 أكتوبر 1957.